# Babitonga (Schiff)
Die Babitonga der Hamburg-Südamerikanischen Dampfschiffahrts-Gesellschaft war ein 1938 angekauftes Frachtmotorschiff. Sie war 1922 als Osiris von der Deutschen Werft in Hamburg für die Deutsche Dampfschiffahrtsgesellschaft Kosmos gebaut worden. Im November 1926 gelangte sie durch Fusion in den Besitz der Hamburg-Amerikanische Packetfahrt-Actien-Gesellschaft (Hapag).
Im April 1941 lief die seit Kriegsausbruch in Santos, Brasilien, liegende  Babitonga zur Unterstützung des deutschen Hilfskreuzers Atlantis aus. Auf dem Weg zu einem erneuten Treffen mit dem Hilfskreuzer wurde sie vom britischen Kreuzer London entdeckt und entzog sich der Kaperung durch Selbstversenkung am 21. Juni 1941.

## Geschichte des Schiffes
Das Schiff entstand als Osiris 1922 für die DDG Kosmos unter der Baunummer 55 auf der Deutschen Werft in Hamburg. Die Osiris lief am 2. Juni 1922 vom Stapel und wurde am 14. Oktober 1922 in Dienst gestellt. Sie war das dritte nach dem ägyptischen Gott Osiris benannte Schiff der Gesellschaft. Die erste Osiris war ein 1889 von Blohm & Voss gelieferten Dampfer, der 1901 an die Deutsche Ost-Afrika Linie verkauft wurde und im Ersten Weltkrieg als Versorger des Kreuzers Königsberg unter seinem neuen Namen Somali bekannt wurde. Die zweite auch von Blohm & Voss 1902 gelieferte Osiris (5.962 BRT) verbrachte den Ersten Weltkrieg in Pisagua und wurde schließlich nach Belgien ausgeliefert, aber schon 1926 abgebrochen.
Das am 23. August 1922 in Dienst gestellte Schwesterschiff Isis war der erste nach dem Kriegsende fertiggestellte Neubau der DDG Kosmos. Sie und die Osiris waren die ersten Motorschiffe der auf den Dienst zur amerikanischen Westküste spezialisierten Hamburger Reederei. Zu diesem Zeitpunkt hatte in Deutschland lediglich die Hapag mit den vier Schiffen der bei Blohm & Voss gebauten Havelland-Klasse aktuelle Erfahrungen mit im Überseedienst eingesetzten Motorschiffen. Auch gehörten die beiden Frachtschiffe der DDG Kosmos zu den wenigen deutschen Motorschiffen, die von neuentwickelten Dieselmotoren angetrieben wurden und nicht für Kriegsschiffe entwickelte oder gebaute Motoren erhielten, wie bis dahin die Mehrzahl der Motorschiff-Neubauten.
Die Neubauten hatten eine Länge von 114,7 m und eine Breite von 15,8 m. Ein sehr auffälliges Merkmal der Schiffe war der weit nach hinten gesetzte Brücken- und Maschinenaufbau, der erst im hinteren Viertel der Schiffe begann. Der Antrieb der Schiffe erfolgte mit zwei AEG-Dieselmotoren von je 1.200 PSe auf zwei Schrauben, die eine Geschwindigkeit von 12 Knoten (kn) ermöglichten. Die mit 4454 BRT vermessenen Schiffe hatten eine Tragfähigkeit von 7.150 tdw.

### Einsatzgeschichte derOsiris
Als die beiden Motorschiffe 1922 in Dienst kamen, hatte die DDG Kosmos mit der DADG zur Austral-Kosmos-Linie fusioniert. Die beiden neuen Motorschiffe Isis und Osiris kamen im Kosmosdienst zur Westküste Südamerikas in Fahrt. Die DDG Kosmos verfügte zum Ende des Jahres 1922 über fünf Neubauten und hatte sechs ehemalige Schiffe von den Alliierten zurückgekauft. Im sich gut entwickelnden Westküstendienst nach Südamerika kamen gelegentlich auch Schiffe der DADG zum Einsatz, während dies umgekehrt nicht geschah. Grund für die einseitige Mitnutzung waren die australischen Verkehrs- und Ladungsbeschränkungen gegen deutsche Transportfirmen und deutsche Waren.  Die beiden Ursprungsgesellschaften beschafften auch weiterhin ihren Schiffspark getrennt. Bis zum Übergang in die Hapag Ende 1926 kamen noch zwei weitere Rückkäufe und sechs weitere Neubauten, darunter das größere Motorschiff Ramses, in den Dienst der DDG Kosmos. Erst 1925/26 erhielt der Australdienst der Austral-Kosmos-Linie Motorschiffe mit der Duisburg, Magdeburg und Rendsburg.
Als im November 1928 die Austral-Kosmos-Linie mit der Hapag fusionierte, verblieben die Frachtlinien bei ihren nominell fortbestehenden Reedereien. So verblieben die beiden Motorschiffe auch weiter auf ihrer Stammstrecke, wurden aber auch auf anderen Linien der Hapag zum Einsatz gebracht.

### Untergang derIsis
Das Schwesterschiff Isis ging am 8. November 1936 auf der Ausreise nach Nordamerika in einem Orkan vor Land’s End verloren. In einem letzten  S.O.S.-Ruf meldete sie Wassereinbrüche durch die vorderste Luke. Keines der zur Hilfe eilenden Schiffe fand die Isis, nur ein Schiffsjunge der 40-köpfigen Besatzung wurde durch die Westernland gerettet.

### DieBabitonga
Die Hapag verkaufte das verbliebene Einzelschiff Osiris am 31. Januar 1938 an die Hamburg-Süd, die das Schiff in Babitonga nach der Baía da Babitonga, einer Meeresbucht in Südbrasilien umbenannte und nach Südamerika einsetzte.
Am 24. April 1941 lief die seit Kriegsausbruch in Santos, Brasilien, liegende Babitonga zur Unterstützung des deutschen Hilfskreuzers Atlantis mit 1.120 t Diesel, Nahrungsmitteln und Wasser aus. Sie war nach Königsberg, Rio Grande und Dresden das vierte und letzte Handelsschiff, das von der Etappe in Brasilien zur Versorgung der deutschen Hilfskreuzer entsandt wurde. Nach Versorgung des Hilfskreuzers verblieb die Babitonga ab Mitte Mai zur Verfügung des Hilfskreuzers in See. Auf dem Weg zu einem erneuten Treffen mit der Atlantis wurde sie vom britischen Kreuzer London entdeckt und beschossen. Die Babitonga (ex Osiris) entzog sich am 21. Juni 1941 der Kaperung durch Selbstversenkung  auf der Position 2° 5′ 0″ S, 27° 42′ 0″ W.